# Untoten
Untoten (рус. Нежить, также неверные варианты Немёртвые и Бессмертные) — немецкая группа из Берлина, начинавшая с грайндкора, в течение нескольких лет перешедшая к дарквейву. Является одной из самых ярких готических групп современной немецкой тёмной сцены. Наиболее значимыми работами для стиля дарквейв являются Vampire Book и The Look of Blasphemie, а для готик-метала — тетралогия Grabsteinland. Поздние работы (Die Blutgräfin, Die Nonnen von Loudun, Die Hexe) представляют собой эпические концептуальные готик-оперы с большим влиянием неоклассики и декадентского дарк-кабаре.

## История
В 1994 году появилась первая демозапись группы ZiZa, вскоре переименованной в Untoten. После выхода двух демозаписей, в 1996 году Давид А. Лайн и Грета Чатлош создали свой дебютный альбом Hab keine Angst Veluzifer. Этот концептуальный опус повествует о судьбах уличных детей в Берлине того времени. Начиная со следующего альбома Kiss of Death звучание Untoten сместилось в сторону странного, какого-то больного и холодного дарквейва. На этих дисках (Kiss of Death, Nekropolis, Schwarze Messe, Vampire Book и Look of Blasphemie) Untoten заигрывают с сатанистской эстетикой. Однако ещё дальше в этом направлении пошёл их электронный сайд-проект Soko Friedhof (основанный после завершения работы их проекта Engelwerk), само название которого ассоциируется у многих немцев со знаменитым сатанистским убийством в городе Виттен. В 2003 году наступил звездный час Untoten — вышла первая часть трилогии Grabsteinland (альбом Grabsteinland 1 — Durch den Kristallwald). Диск представлял собой сочетание неоклассического дарквейва в мистических тонах и самого темного готик-метала со времен альбома Inferno (Lacrimosa). Повествование о выдуманной волшебной стране надгробий, существующей параллельно современному Берлину, шокировало всю тогдашнюю готик-сцену, ожидавшую от Untoten очередной холодный дарквейв. Вторая часть (Grabsteinland 2 — Herrschaft der Vampire) вызвала ещё больший успех, оркестровые партии стали ещё богаче и насыщеннее, а хит Raben вышел отдельным синглом. На финальной части трилогии (Grabsteinland 3 — Herz der Finsternis) готик-метал звучит во всю мощь, сделав этот альбом самым тяжелым в истории Untoten. На следующий год выходит двойной концептуальный альбом Die Blutgräfin о графине Елизавете Батори, ознаменовавший возвращение группы к дарквейву, но не электронному, как раньше, а целиком неоклассическому. «Кровавая графиня» стала третьей готик-оперой после Elodia (Lacrimosa) и Tineoidea (Samsas Traum). По виду концепции альбом напоминает Schlafende Hunde (Janus), Biesblut (Stillste Stund) и a.Ura und das Schnecken.Haus (Samsas Traum). Этому же направлению Untoten верны и по сей день.

## Состав
- Давид А. Лайн — мужской вокал, композиция, тексты
- Грета Чатлош — женский вокал, перфоманс, визуальная концепция

Давид А. Лайн также автор книг Sonic Malade, Schwarze Messe, Totenkopfmausgedicht и Schwarze Messe II. Возможно, будет опубликован также его роман Grabsteinland. Помимо Untoten является лидером проектов Soko Friedhof (на первых порах совместно с Демианом Хильдебрантом), Candy's trash till death, Engelwerk, Paloma im Blute, а также продюсером проекта Демиана Хильдебранта Festival der Geisteskranken.
Грета Чатлош участвует в качестве вокалистки во всех проектах Давида А. Лайна, а также выпустила альбом своих художественных работ Wölfe in Berlin и написала автобиографический роман Ein schwarzer Engel aus Berlin. В марте 2009 года ожидается первый альбом Budapest её соло-проекта Greta Ida, записанный частично в Будапеште, частично в Берлине, под руководством Давида А. Лайна. В соло-проекте можно услышать венгерские национальные мотивы, поскольку Грета этнически венгерка.

## Дискография

### Альбомы
- 1996 — Hab keine Angst Veluzifer
- 1997 — Kiss of Death
- 1998 — Nekropolis
- 1999 — Schwarze Messe
- 2000 — Vampire Book
- 2001 — The Look of Blasphemie
- 2003 — Grabsteinland 1 Durch den Kristallwald
- 2004 — Grabsteinland 2 Herrschaft der Vampire
- 2005 — Grabsteinland 3 Herz der Finsternis
- 2006 — Die Blutgräfin (2CD)
- 2007 — Die Nonnen von Loudun (2CD)
- 2008 — Die Hexe (2CD)
- 2009 — Grabsteinland 4 Die Schwarze Feder
- 2010 — Liebe oder Tod
- 2010 — Haus der Lüge
- 2011 — Zombie (2CD)
- 2012 — Eisenherz
- 2013 — Zeitmaschine
- 2014 — Like A Lost Child
- 2015 — Grabsteinland 5 Die Rückkehr
- 2017 — Teufelskreis (feat. Soko Friedhof)
- 2018 — Blackshadow
- 2019 — Totenvogel
- 2021 — Totenhaus

### Другое
- 1994 — In den Mund genommen Poser (Demo)
- 1995 — Maultot (Demo)
- 2000 — Schwarzherzlichst (VHS)
- 2003 — Dresscode Black II (Untoten vs Soko Friedhof)
- 2004 — Raben (CDS)
- 2007 — Best Of
- 2009 — Des Raben Flug (Akustisch)
- 2012 — How to become Undead (Rarities 1990—2000)
- 2018 — Gothik Years (Video)

### Эксклюзивные треки
ZilloScope: New Signs & Sounds 11/1998 — Doom (Gekürzte Version)

Angels' Delight 2 — Black Blood

Schattentanz I — Tanz Der Hexen

Dresscode Black I — Shake (Exclusive Track), Lilith, Sperm finger

The Black Book Compilation — Goths Paradise IV — Abdomination

Extreme Jenseithymnen 2 — Strange Inside

Nachtschwärmer 6 — Mit den Augen der Nacht

Orkus Compilation X — Alexanderplatz

Nachtschwärmer 7 — Rabenlied

Orkus Presents The Best of 2004 (Part 1) — Lichtbringer

Sonic Seducer — 10 Jahre Jubiläums — Herz der Finsternis (Edit)

New Signs & Sounds 11/2006 (Zillo Compilation) — Die Jagd

Welt Untergang (2020) — Leiche zur See (feat. Ewigheim)